# Другарице
Другарице (итал. Le Amiche) је италијански црно-бели драмски филм из 1955. у режији Микеланђела Антонионија са Елеонором Роси Драго, Габријелеом Ферцетијем, Франком Фабрицијем и Валентином Кортезе у главним улогама. Адаптиран из романа Чезара Павезеа Међу усамљеним женама (1949), филм говори о младој жени која се враћа у свој родни Торино да отвори нови модни салон и повезује се са проблематичном женом и њена три богата пријатеља. Филм је сниман на локацији у Торину, Пијемонт, Италија. Филм је добио награду Сребрног лава Венецијанског филмског фестивала 1955. године и награду Сребрне врпце Италијанског националног синдиката филмских новинара за најбољу режију (Микеланђело Антониони) и најбољу споредну глумицу (Валентина Кортезе).

## Радња
Враћајући се у свој родни Торино на отварање филијале модног салона у Риму, елегантна Клелија (Елеонора Роси Драго) открива младу жену по имену Розета Савони (Мадлен Фишер) близу смрти у суседној соби свог хотела. Розета је узела превелику дозу таблета за спавање покушавајући да изврши самоубиство. Клелија, која је сама у свом родном граду, спријатељи се са Розетом и њена три богата пријатеља. Момина Де Стефани (Ивон Фурно) је одвојена од мужа и лако мења љубавнике. Нене (Валентина Кортезе) је талентована уметница која постаје успешна у својој каријери; она живи са фрустрираним сликаром по имену Лоренцо (Габријел Ферцети) који завиди на успеху своје жене. Мариела (Ана Марија Панцани) је у очајању. Клелију привлачи Карло (Еторе Мани), помоћник архитекте салона, Чезара Педонија (Франко Фабрици), али он припада радничкој класи која живи у другачијој друштвеној стварности. Када Момина и Клелија открију да је Розета покушала да изврши самоубиство јер се заљубила у Лоренца, цинична Момина охрабрује Розету да остане са њим, иако он и Нене ускоро треба да се венчају. Овај савет води у трагедију.

## Улоге
- Елеонора Роси Драго као Клелија
- Габријел Ферцети као Лоренцо
- Франко Фабрици као Чезаре Педони архитекта
- Валентина Кортезе као Нене
- Ивон Фурно као Момина Де Стефани
- Медлин Фишер као Розета Савони
- Ана Марија Панцани као Мариела
- Лучано Волпато као Тони
- Марија Гамбарели као Клелиин послодавац
- Еторе Мани као Карло[4]

## Производња
Сценарио за филм је адаптиран по роману Чезара Павезеа. То је једна од ретких адаптација које је Антониони режирао, а остале су  Blowup (базирана на краткој причи Хулија Кортазара); Мистерија Обервалда (адаптирано из драме Жана Коктоа, коју је Кокто претходно адаптирао за филм); и његов последњи играни филм Преко облака (1995), заснован на књизи сопствених кратких прича. Антониони је написао сценарио у сарадњи са Сусом Чекијем д'Амиком и Албом де Сеспедес. Филм је сниман на локацији у Торину преко продуцентске куће Трионфалцине и дистрибуиран у Италији преко Титануса.

## Награде и номинације
| Година | Институција                                       | Категорија                                        | Статус     | Референце |
| ------ | ------------------------------------------------- | ------------------------------------------------- | ---------- | --------- |
| 1955   | Венецијански филмски фестивал                     | Сребрни лав                                       | Да         | [ 6 ]     |
| 1955   | Венецијански филмски фестивал                     | Златни лав                                        | номинација | [ 6 ]     |
| 1956   | Италијански национални синдикат филмских новинара | Награда сребрне врпце за најбољу режију           | Да         | [ 6 ]     |
| 1956   | Италијански национални синдикат филмских новинара | Награда сребрне врпце за најбољу споредну глумицу | Да         | [ 6 ]     |